# Trégarvan
Trégarvan é uma comuna francesa na região administrativa da Bretanha, no departamento Finisterra. Estende-se por uma área de 9,65 km². Em 2010 a comuna tinha 122 habitantes (densidade: 12,6 hab./km²).